# BRIT Awards 2004
La XXIV edizione dei BRIT Awards si tenne nel 2004 presso il Earls Court. Lo show venne condotto da Cat Deeley.

## Vincitori
- Miglior album britannico: The Darkness - "Permission to Land"
- Rivelazione britannica: Busted
- British dance act: Basement Jaxx
- Cantante femminile britannica: Dido
- Gruppo britannico: The Darkness
- Cantante maschile britannico: Daniel Bedingfield
- British rock act: The Darkness
- Singolo britannico: Dido - "White Flag"
- British urban act: Lemar
- Album internazionale: Justin Timberlake - "Justified"
- Rivelazione internazionale: 50 Cent
- Cantante internazionale femminile: Beyoncé
- Gruppo internazionale: The White Stripes
- Cantante internazionale maschile: Justin Timberlake
- Outstanding contribution: Duran Duran
- Pop act: Busted

Questo è stato il primo anno in cui la chiusura dello show non è stata affidata al vincitore del "Significativo contributo" alla musica, ma ai The Darkness.